# Shrek!
Shrek! é um livro ilustrado pelo escritor e desenhista de livros americano William Steig, foi publicado em 17 de outubro de 1990. A história sobre um jovem ogro que encontra a princesa ogra dos seus sonhos, depois de deixar sua casa para conhecer o mundo. O nome "Shrek" é a romanização da palavra iídiche שרעק, que corresponde a palavra alemã "Schreck"/"Shreck", que literalmente significa "medo", ou "susto", mas também pode ser usada como uma exclamação comum, muitas vezes na forma Oy Shrek!. O livro serviu como base para a popular série de filmes Shrek cerca de uma década após sua publicação.

## Prêmios
- Publishers Weekly - Melhor livro infantil do ano
- School Library Journal - Melhor livro do ano